# Affaire Pierre Cabarat
L'affaire Pierre Cabarat est une affaire judiciaire mettant en cause un prêtre catholique français du diocèse de Blois, Pierre Cabarat, pour des faits d'agression sexuelle sur mineur. L’affaire a été classée sans suite car la plainte concerne des faits prescrits, cependant l'ouverture d'un procès canonique a été demandé à la congrégation pour la doctrine de la foi. Le 17 septembre 2024, le diocèse de Blois annonce sa condamnation à une interdiction d'exercer le ministère de prêtre pendant 10 ans.

## Historique
Pierre Cabarat, né en 1963, a été aumônier de l’équipe nationale des Jeannettes, puis aumônier général des Scouts unitaires de France (SUF) et enfin prêtre de la paroisse Trinité Sainte Madeleine de Vendôme.
La cellule d'écoute du diocèse de Blois a reçu un témoignage et portant soupçon d'agression sexuelle sur mineur. Jean-Pierre Batut, évêque de Blois, a transmis l’information au Procureur de la République. Pierre Cabarat, curé des paroisses de Vendôme, a fait l’objet d’une convocation auprès des services de polices à la suite de ce signalement.
L’affaire a été classée sans suite par la justice civile car la plainte concerne des faits prescrits.

## Réaction de l'évêque de Blois
Le 13 novembre 2022, Jean-Pierre Batut, évêque de Blois, s'est rendu à Vendôme, dans la paroisse de Pierre Cabarat, pour l'annoncer aux paroissiens. À titre conservatoire, c’est-à-dire pendant le temps de l’enquête, Jean-Pierre Batut a demandé à Pierre Cabarat de quitter ses missions actuelles et de ne plus exercer de ministère public.
Jean-Pierre Batut a pris la décision de saisir la Congrégation pour la Doctrine de la Foi et de demander l’ouverture d’un procès canonique. Le 17 septembre 2024, le diocèse de Blois annonce que le tribunal pénal canonique national condamne Pierre Cabarat à « une interdiction d’exercice du ministère presbytéral pendant dix ans ».